# پرازی
پرازی (انگلیسی: Perazzi) شرکت صنایع جنگ‌افزاری ایتالیایی است، که در سال ۱۹۵۷ تأسیس شد‌.